# Chorizomma subterraneum
Chorizomma subterraneum är en spindelart som beskrevs av Simon 1872. Chorizomma subterraneum ingår i släktet Chorizomma och familjen kardarspindlar. Inga underarter finns listade i Catalogue of Life.